# 너랑 나랑
《너랑 나랑》은 대한민국의 록 밴드 들국화의 두 번째 정규 음반이다. 1986년 9월 25일, 서라벌레코드를 통해 발매되었다. 데뷔 음반 《행진》의 폭발적인 반응 이후 발매된 이 음반은, 멤버 간의 음악적 방향성과 갈등으로 인한 변화가 반영되어 있으며, 결과적으로 들국화의 고전적 명성을 완성 짓는 작품 중 하나로 평가받는다.

## 배경
《너랑 나랑》은 전작에 비해 보다 정제되고 포크 록 색채가 강한 음반으로, 기존의 록적인 거칠음보다는 서정적인 감성과 내면적 고뇌를 담은 곡들이 주를 이룬다. 특히 전체적으로 최성원의 곡들이 전면에 부각되며, 섬세하고 철학적인 가사와 서정적인 멜로디가 특징이다.
이번 음반은 전인권, 최성원, 주찬권, 조덕환, 허성욱, 이병우의 6인 체제로 완성되었다. 새롭게 합류한 허성욱(키보드)과 이병우(기타)는 음반의 사운드 완성도에 큰 기여를 하였고, 보다 풍성하고 세련된 편곡을 이끌어냈다.
수록곡 중 〈제발〉은 전인권이 작곡한 곡으로, 인간 관계의 갈등과 상처를 절제된 사운드 위에 담담하게 표현했다. 이 곡은 들국화 특유의 절규하는 감정선과 내면적 고독을 섬세하게 표현한 곡으로 평가받는다.
〈제발〉은 전인권이 한때 겪었던 인간관계와 주변 사람들과의 갈등 경험에서 영감을 받아 만들어졌다. 처음에는 "구질구질한 노래가 될까 봐" 녹음 자체를 꺼렸으나, 제작진과 멤버들의 설득 끝에 수록하게 되었다는 일화가 전해진다.
그러나 음반 활동 이후 밴드 내부의 불화와 음악적 견해 차이로 인해, 들국화는 이 음반을 끝으로 1차 해체를 맞이하게 된다.

## 평가와 영향
《너랑 나랑》은 상업적인 면에서는 전작에 비해 다소 아쉬운 성적을 거두었지만, 비평적 측면에서는 더 정교하고 깊이 있는 음악성을 인정받았다. 수록곡들은 이전보다 덜 대중적이지만, 음악적으로는 높은 완성도를 보이며 포크 록의 진중한 분위기를 담고 있다.

## 발매 후 활동 및 해체
들국화는 이 음반 이후 멤버 간의 갈등이 심화되면서 활동을 잠정 중단하였고, 결국 1987년을 기점으로 해체 수순을 밟았다. 이후 멤버들은 각자 솔로 활동 및 세션, 음악 감독 등으로 활동 영역을 넓혔고, 들국화는 전설적인 밴드로 회자되며 1995년 한 차례 재결성되었다.

## 곡 목록
| #  | 제목                  | 작사·작곡      | 재생 시간 |
| -- | --------------------- | -------------- | --------- |
| 1. | 〈제발〉              | 최성원         | 4:19      |
| 2. | 〈하나는 외로워〉     | 전인권, 허성욱 | 5:50      |
| 3. | 〈너는〉              | 전인권         | 5:10      |
| 4. | 〈너랑 나랑〉         | 최구희         | 4:03      |
| 5. | 〈1960년 겨울〉       | 전인권         | 1:15      |
| 6. | 〈또다시 크리스마스〉 | 주찬권         | 3:28      |

| #  | 제목                        | 작사·작곡      | 재생 시간 |
| -- | --------------------------- | -------------- | --------- |
| 1. | 〈내가 찾는 아이〉          | 최성원         | 3:53      |
| 2. | 〈님을 찾으면〉             | 최성원         | 4:03      |
| 3. | 〈여기가〉                  | 전인권         | 3:41      |
| 4. | 〈오 그대는 아름다운 여인〉 | 최성원         | 3:21      |
| 5. | 〈쉽게〉                    | 전인권         | 4:20      |
| 6. | 〈조용한 마음〉             | 최구희         | 5:31      |
| 7. | 〈우리의 소원〉             | 안병원, 안석주 | 1:10      |